# Hugo Sabido
Hugo Sabido (Oeiras, 14 de diciembre de 1979) es un ciclista portugués.

## Palmarés
2003
- 1 etapa de la Vuelta al Alentejo

2004
- 1 etapa de la Vuelta al Alentejo
- 1 etapa del Tour de Polonia

2005
- Vuelta al Algarve, más 1 etapa

2011
- 2.º en el Campeonato de Portugal Contrarreloj
- 1 etapa de la Vuelta a Portugal[1]

2013
- 3.º en el Campeonato de Portugal Contrarreloj